# Oleksij Lohwynenko
Oleksij Potapowytsch Lohwynenko (ukrainisch Олексій Потапович Логвиненко, auch Oleksiy/Oleks/Olexij Logvynenko/Logvinenko; geboren 31. März 1946 in Towmatsch, Ukrainische SSR; gestorben 18. Januar 2016 in Kiew) war ein ukrainischer Übersetzer, der zahlreiche deutschsprachige und einige englischsprachige Werke ins Ukrainische übersetzt hat. Aus dem Deutschen übersetzte er unter anderem Werke von Robert Musil, Cornelia Funke, Günter Grass, Elias Canetti, Wilhelm Raabe, Max Frisch, Franz Kafka, Peter Handke Hermann Hesse, Erwin Strittmatter und Siegfried Lenz.

## Jugend und Ausbildung
Oleksij Lohwynenko kam 1946 in dem kleinen Dorf Towmatsch in der Oblast Tscherkassy zur Welt. Er studierte von 1965 bis 1970 am Institut für Ausländische Sprachen mit Schwerpunkt Germanistik der Nationalen Taras-Schewtschenko Universität Kiew.

## Lektor und Übersetzer
Nach dem Studium arbeitete Lohwynenko als Korrektor, Lektor und Lektoratsleiter bei verschiedenen Verlagen. Er arbeitete an der Monatszeitschrift für Weltliteratur Wseswit (dt. die ganze Welt) mit. Von 1992 bis 1998 war er Exekutivdirektor des neu gegründeten Verlages für Übersetzungsliteratur Osnovy (dt. Grundlagen). Er hat über 50 Bücher von deutsch- und englischsprachigen Autoren ins Ukrainische übersetzt. Auch für Zeitschriften, das Fernsehen, den Rundfunk und das Theater war er mit Übersetzungen tätig.
Seit 1982 war er Mitglied des ukrainischen Schriftstellerverbandes.
Seit 1999 arbeitete Lohwynenko freiberuflich. 2002 bekam er ein Präsenz-Stipendium im Stuttgarter Schriftstellerhaus. 2008 nahm er an einer internationalen Übersetzerwerkstatt teil, die regelmäßig von der Robert-Bosch-Stiftung und dem Literarischen Colloquium Berlin gemeinsam veranstaltet wird.
Lohwynenko beteiligte sich 2001 an den Solothurner Literaturtagen an einer Lesung ukrainischer Literatur.
Er war regelmäßiger Gast des Europäischen Übersetzer-Kollegiums (EÜK) in Straelen, wo er in Ruhe arbeiten konnte und eine riesige Bibliothek zur Verfügung hatte: In mehreren Aufenthalten zwischen 2007 und 2009 arbeitete er an der Übersetzung von Robert Musils Der Mann ohne Eigenschaften. 2010 war er drei Monate Translator in Residence im EÜK, dort vollendete er die Übersetzung von Robert Musils Der Mann ohne Eigenschaften. Später übersetzte er auch Erzählungen und Briefe von Franz Kafka, den Roman Der Tod des Vergil von Hermann Broch und die Erzählung Der Räuber von Robert Walser. Von Carl Spitteler übersetzte er den Roman Imago sowie Gedichte und eine Erzählung.

## Privates
Oleksij Lohwynenko lebte in Kiew und starb 2016.

## Übersetzungen (Auswahl)

### Aus dem Deutschen
- Heinz Kruschel: Rjatujte mene, chto može. Vydavnyctvo CK LKSMU Molod', Kyi͏̈v 1972, DNB 578076268, S. 140 (Originaltitel: Rette mich, wer kann.).
- Frank Leonhard: Zliva, de serce: roman. Vydavnyctvo Chudožn'oī Literatura Dnipro, Kyi͏̈v 1975, DNB 36893117X, S. 365 (Originaltitel: Links, wo das Herz ist.).
- Siegfried Lenz: Urok nimec'koi͏̈: roman. Radjans'kyj Pys'mennyk, Kyi͏̈v 1976, DNB 369009274, S. 406 (Originaltitel: Deutschstunde.).
- Erwin Strittmatter: Tinko: roman. Veselka, Kyi͏̈v 1979, DNB 369091442 (Originaltitel: Tinko.).
- Hugo Hartung: My, Majzegajjery: roman. Vydavnyctvo CK LKSMU Molod', Kyi͏̈v 1980, DNB 368958396, S. 238 (Originaltitel: Wir Meisegeiers. Der Wunderkinder zweiter Teil.).
- Bernhard Kellermann: Tunelʹ : fantasticnij roman. Vidavnictvo CK LKSMU 'Molod', Kyi͏̈v 1986, DNB 1036147991, S. 272 (Originaltitel: Der Tunnel.).
- Hermann Hesse: Siddchartcha: povist' / Stepovyj vovk. Roman. Vydavnyctvo Molod', Kyi͏̈v 1992, ISBN 5-7720-0695-9, S. 253 (Originaltitel: Siddharta / Der Steppenwolf.). / Hermann Hesse: Siddchartcha: roman. Folio, Charkiv 2017, ISBN 978-966-03-7693-9, S. 157 (Originaltitel: Siddhartha.).
- Peter Handke: Žinka-šul'ha. Korotkyj lyst pered dovhym proščannjam. Junivers, Kyi͏̈v 1999, ISBN 966-7305-20-1, S. 251 (Originaltitel: Die linkshändige Frau.).
- Franz Kafka: Ščodennyky 1910 - 1923. Vydavn. Dim "Vsesvit", Kyi͏̈v 2000, ISBN 966-95607-1-3, S. 413 (Originaltitel: Tagebücher 1910-1913.).
- Max Frisch: Homo Faber: spovid'. Osnovy, Kyi͏̈v 2000, ISBN 966-500-057-8, S. 266 (Originaltitel: Homo faber.).
- Elias Canetti: Masa i vlada. Vydavn. Dim Al'ternatyvy, Kyi͏̈v 2001, ISBN 966-7217-37-X, S. 415 (Originaltitel: Masse und Macht.).
- Elias Canetti: Zasliplennja. Junivers, Kyi͏̈v 2003, ISBN 966-7305-85-6, S. 509 (Originaltitel: Die Blendung.).
- Norbert Elias: Proces cyvilizacii͏̈ : sociohenetyčni i psychohenetyčni doslidžennja; tom 1-2. Vydavn. Dim Al'ternatyvy, Kyi͏̈v 2003, ISBN 966-7217-87-6, S. 669 (Originaltitel: Über den Prozess der Zivilisation.).
- Wilhelm Raabe: Čorna halera: povistʹ. Veselka, Kyi͏̈v 2003, ISBN 966-01-0249-6, S. 77.
- Günter Grass: Bljašanyi baraban: roman. Junivers, Kyi͏̈v 2005, ISBN 966-8118-08-1, S. 775 (Originaltitel: Die Blechtrommel.).
- Richard Klatt: Živite dolgo i s naslaždeniem: medicinskoe nou-chau dlja nemedikov. Lybidʹ, Kyi͏̈v 2007, ISBN 978-966-06-0471-1, S. 335 (Originaltitel: Lange leben mit Genuss.).
- Cornelia Funke: Igraïna Bezstrašna. Vydavnyctvo Teza, Vinnycja 2008, ISBN 978-966-8317-88-0, S. 250 (Originaltitel: Igraina Ohnefurcht.).
- Dieter Langewiesche: Nacija, nacionalizm, nacionalʹna deržava : v Nimeččyni i v Jevropi. Vydavn. K.I.S., Kyi͏̈v 2008, ISBN 978-966-2141-02-3, S. 237 (Originaltitel: Nation, Nationalismus, Nationalstaat in Deutschland und Europa.).
- Paul Maar: Noven'ke pro pana Bello. Vydavn. Teza, Vinnycja 2008, ISBN 978-966-421-024-6, S. 220 (Originaltitel: Neues von Herrn Bello.).
- Jutta Treiber: Synje osero sjohodni selene. Tesa, Vinnyzja 2008 (Originaltitel: Der blaue See ist heute grün.).
- Kirsten Boie: Skoglandija. Vyd. Teza, Vinnycja, Ukrai͏̈na 2008, ISBN 978-966-421-027-7, S. 441 (Originaltitel: Skogland.).
- Cornelia Funke: Čornylʹnyj svit. Vyd. Teza, Vinnycja 2009, ISBN 978-966-421-065-9, S. 509 (Originaltitel: Tintenherz.).
- Robert Musil: Ljudyna bez vlastyvostej. Vydavn. Župansʹkoho, Kyi͏̈v 2010, ISBN 978-966-2355-01-7, S. 414 (Originaltitel: Der Mann ohne Eigenschaften, Teil 1.).
- Robert Musil: Ljudyna bez vlastyvostej. Vydavn. Župansʹkoho, Kyi͏̈v 2010, ISBN 978-966-2355-07-9, S. 366 (Originaltitel: Der Mann ohne Eigenschaften, Teil 2.).
- Cornelia Funke: Korol' zlodiïv. Ranok, Char'kiv 2013, ISBN 978-6-17090459-1, S. 494 (Originaltitel: Herr der Diebe.).
- Hermann Broch: Smert' Verhilija: roman Verlag=Vydvnyctvo Župansʹkoho. Kyïv 2014, ISBN 978-966-2355-52-9, S. 472 (Originaltitel: Der Tod des Virgil.).

Alle Buchtitel wurden in kyrillischer Schrift veröffentlicht.

### Aus dem Englischen
- J. D. Salinger: Ловець у житі. Molod, Kyi͏̈v 1984 (Originaltitel: The Catcher in the Rye.). / J. D. Salinger: Ловець у житі. Kotyhoroshko, Kyiv 1993 (Originaltitel: Ловець у житі.).
- O. Henry: Оповідання. Molod, Kyi͏̈v 1983 (Originaltitel: The Novels.).
- Rex Stout: Дзвінок у двері. Molod, Kyi͏̈v 1983 (Originaltitel: The Doorbell Rang.).

Alle Buchtitel wurden in kyrillischer Schrift veröffentlicht.

## Auszeichnungen

### Preise
- 1993 Mykola-Lukasch-Preis für Literatur die Übersetzung des Romans Die letzte Welt von Christoph Ransmayr als die beste Übersetzung des Jahres 1992 in Ukraine
- 2003 Prämie des Bundeskanzleramtes der Republik Österreich für die Leistungen als literarischer Übersetzer
- 2006 Maksym-Rylskyi-Preis für Literatur (Ukraine) für das übersetzerische Schaffen

### Stipendien
- 2002 dreimonatiges Präsenz-Stipendium im Stuttgarter Schriftstellerhaus
- 2008 Internationale Übersetzerkonferenz, organisiert von Robert-Bosch-Stiftung und Literarischem Colloquium Berlin
- 2010 Translator in Residenz des Europäischen Übersetzer-Kollegiums in Straelen